# Kevin Sussman
Kevin Sussman (Staten Island (New York), 4 december 1970) is een Amerikaans acteur.

## Biografie
Sussman werd geboren in de borough Staten Island van New York in een gezin van vier kinderen. Hij studeerde vier jaar aan de College of Staten Island. Hierna stapte hij over naar de American Academy of Dramatic Arts in Manhattan (New York). Het acteren heeft hij geleerd van actrice Uta Hagen en aan de HB Studio in Greenwich Village.

## Filmografie

### Films
Uitgezonderd korte films.
- 2013: Dark Minions – als Andy
- 2012: Freeloaders – als Benny
- 2012: 2nd Serve – als Scott Belcher
- 2010: Alpha and Omega – als Shakey (stem)
- 2010: Killers – als Mac Bailey
- 2009: Taking Woodstock – als Stan
- 2008: Burn After Reading – als man
- 2008: Insanitarium – als Dave
- 2008: Made of Honor – als man met korte broek
- 2008: Sincerely, Ted L. Nancy – als Ted
- 2007: Heavy Petting – als Ras
- 2006: For Your Consideration – als commercieel directeur
- 2006: Ira & Abby – als Lenny
- 2006: Funny Money – als Denis Slater
- 2006: The Wedding Album – als Oswald
- 2005: Hitch – als Neil
- 2004: Little Black Book – als Ira
- 2002: Sweet Home Alabama – als Barry Lowenstein
- 2002: Changing Lanes – als Tyler Cohen
- 2002: Garmento – als Caesar
- 2002: Pipe Dream – als James
- 2001: Artificial Intelligence: A.I. – als supernerd
- 2001: Kissing Jessica Stein – als rekenende jongen
- 2001: Wet Hot American Summer – als Steve
- 2000: Almost Famous – als Lenny
- 1999: Liberty Heights – als Alan Joseph Zuckerman

### Televisieseries
Uitgezonderd eenmalige gastrollen.
- 2023 Lessons in Chemistry - als Walter Pine - 5 afl.
- 2022 Call Me Kat - als Zac - 2 afl.
- 2022 Better Call Saul - als opgelichte kankerpatiënt - 2 afl.
- 2022 The Dropout - als Mark Roessler - 3 afl.
- 2009-2019: The Big Bang Theory – als Stuart – 84 afl.
- 2015 Wet Hot American Summer: First Day of Camp - als Steve - 3 afl.
- 2012: Weeds – als Terry – 3 afl.
- 2010: The Good Guys – als Skeeter – 2 afl.
- 2007-2008: My Name Is Earl – als Dwayne – 2 afl.
- 2006-2007: Ugly Betty – als Walter – 20 afl.
- 2004: ER – als Colin – 2 afl.

- Bibliothèque nationale de France: cb158811352 (data)
- International Standard Name Identifier: 0000 0000 1314 7248
- Library of Congress Control Number: no2016123583
- Virtual International Authority File: 5264609
- WorldCat: E39PBJjtftHmTPHHP7QK6qk4bd